# José Fajardo
José Fajardo Nelson (Colón, 18 agosto 1993) è un calciatore panamense, attaccante dell'Universidad Católica, in prestito dall'Indep. La Chorrera, e della nazionale panamense.

## Caratteristiche tecniche
È un centravanti.

## Carriera

### Nazionale
Il 24 ottobre 2017 ha esordito con la nazionale panamense disputando l'amichevole vinta 5-0 contro Grenada.
Nel 2019 è stato convocato per disputare la CONCACAF Gold Cup.

## Statistiche

### Cronologia presenze e reti in nazionale
| Cronologia completa delle presenze e delle reti in nazionale ― Panama | Cronologia completa delle presenze e delle reti in nazionale ― Panama | Cronologia completa delle presenze e delle reti in nazionale ― Panama | Cronologia completa delle presenze e delle reti in nazionale ― Panama | Cronologia completa delle presenze e delle reti in nazionale ― Panama | Cronologia completa delle presenze e delle reti in nazionale ― Panama | Cronologia completa delle presenze e delle reti in nazionale ― Panama | Cronologia completa delle presenze e delle reti in nazionale ― Panama |
| Data                                                                  | Città                                                                 | In casa                                                               | Risultato                                                             | Ospiti                                                                | Competizione                                                          | Reti                                                                  | Note                                                                  |
| --------------------------------------------------------------------- | --------------------------------------------------------------------- | --------------------------------------------------------------------- | --------------------------------------------------------------------- | --------------------------------------------------------------------- | --------------------------------------------------------------------- | --------------------------------------------------------------------- | --------------------------------------------------------------------- |
| 24-10-2017                                                            | Saint George's                                                        | Grenada                                                               | 0 – 5                                                                 | Panama                                                                | Amichevole                                                            | -                                                                     | 46’                                                                   |
| 17-4-2018                                                             | Couva                                                                 | Trinidad e Tobago                                                     | 0 – 1                                                                 | Panama                                                                | Amichevole                                                            | -                                                                     | 60’                                                                   |
| 23-3-2019                                                             | Porto                                                                 | Brasile                                                               | 1 – 1                                                                 | Panama                                                                | Amichevole                                                            | -                                                                     | 74’                                                                   |
| 3-6-2019                                                              | Bogotà                                                                | Colombia                                                              | 3 – 0                                                                 | Panama                                                                | Amichevole                                                            | -                                                                     | 67’                                                                   |
| 7-6-2019                                                              | Montevideo                                                            | Uruguay                                                               | 3 – 0                                                                 | Panama                                                                | Amichevole                                                            | -                                                                     | 72’                                                                   |
| 19-6-2019                                                             | Saint Paul                                                            | Panama                                                                | 2 – 0                                                                 | Trinidad e Tobago                                                     | Gold Cup 2019 - 1º turno                                              | -                                                                     | 78’                                                                   |
| 26-6-2019                                                             | Kansas City                                                           | Panama                                                                | 0 – 1                                                                 | Stati Uniti                                                           | Gold Cup 2019 - 1º turno                                              | -                                                                     | 46’                                                                   |
| 5-9-2019                                                              | Devonshire                                                            | Bermuda                                                               | 1 – 4                                                                 | Panama                                                                | CONCACAF Nations League 2019-2020 - 2º turno                          | -                                                                     | 80’                                                                   |
| 8-9-2019                                                              | Panama                                                                | Panama                                                                | 0 – 2                                                                 | Bermuda                                                               | CONCACAF Nations League 2019-2020 - 2º turno                          | -                                                                     | 62’                                                                   |
| 10-10-2020                                                            | San José                                                              | Costa Rica                                                            | 0 – 1                                                                 | Panama                                                                | Amichevole                                                            | -                                                                     | 58’                                                                   |
| 13-10-2020                                                            | San José                                                              | Costa Rica                                                            | 0 – 1                                                                 | Panama                                                                | Amichevole                                                            | -                                                                     | 75’                                                                   |
| 12-11-2020                                                            | Graz                                                                  | Giappone                                                              | 1 – 0                                                                 | Panama                                                                | Amichevole                                                            | -                                                                     | 81’                                                                   |
| 16-11-2020                                                            | Wiener Neustadt                                                       | Stati Uniti                                                           | 6 – 2                                                                 | Panama                                                                | Amichevole                                                            | 2                                                                     |                                                                       |
| 25-3-2021                                                             | Santo Domingo                                                         | Panama                                                                | 1 – 0                                                                 | Barbados                                                              | Qual. Mondiali 2022                                                   | -                                                                     | 71’                                                                   |
| 28-3-2021                                                             | Santo Domingo                                                         | Dominica                                                              | 1 – 2                                                                 | Panama                                                                | Qual. Mondiali 2022                                                   | 1                                                                     | 33’                                                                   |
| 9-6-2021                                                              | Panama                                                                | Panama                                                                | 3 – 0                                                                 | Rep. Dominicana                                                       | Qual. Mondiali 2022                                                   | -                                                                     | 69’                                                                   |
| 15-6-2021                                                             | Willemstad                                                            | Curaçao                                                               | 0 – 0                                                                 | Panama                                                                | Qual. Mondiali 2022                                                   | -                                                                     | 59’                                                                   |
| 30-6-2021                                                             | Nashville                                                             | Messico                                                               | 3 – 0                                                                 | Panama                                                                | Amichevole                                                            | -                                                                     | 74’                                                                   |
| 13-7-2021                                                             | Houston                                                               | Qatar                                                                 | 3 – 3                                                                 | Panama                                                                | Gold Cup 2021 - 1º turno                                              | -                                                                     | 62’                                                                   |
| 17-7-2021                                                             | Houston                                                               | Panama                                                                | 2 – 3                                                                 | Honduras                                                              | Gold Cup 2021 - 1º turno                                              | -                                                                     | 71’                                                                   |
| 2-9-2021                                                              | Panama                                                                | Panama                                                                | 0 – 0                                                                 | Costa Rica                                                            | Qual. Mondiali 2022                                                   | -                                                                     | 87’                                                                   |
| 12-11-2021                                                            | San Pedro Sula                                                        | Honduras                                                              | 2 – 3                                                                 | Panama                                                                | Qual. Mondiali 2022                                                   | -                                                                     | 67’                                                                   |
| 16-11-2021                                                            | Panama                                                                | Panama                                                                | 2 – 1                                                                 | El Salvador                                                           | Qual. Mondiali 2022                                                   | -                                                                     | 65’ 68’                                                               |
| 16-1-2022                                                             | Lima                                                                  | Perù                                                                  | 1 – 1                                                                 | Panama                                                                | Amichevole                                                            | -                                                                     |                                                                       |
| 27-1-2022                                                             | San José                                                              | Costa Rica                                                            | 1 – 0                                                                 | Panama                                                                | Qual. Mondiali 2022                                                   | -                                                                     | 67’                                                                   |
| 2-2-2022                                                              | Città del Messico                                                     | Messico                                                               | 1 – 0                                                                 | Panama                                                                | Qual. Mondiali 2022                                                   | -                                                                     | 60’ 90’                                                               |
| 5-11-2022                                                             | San Pedro de Alcántara                                                | Qatar                                                                 | 2 – 1                                                                 | Panama                                                                | Amichevole                                                            | -                                                                     | 46’                                                                   |
| 10-11-2022                                                            | Abu Dhabi                                                             | Arabia Saudita                                                        | 1 – 1                                                                 | Panama                                                                | Amichevole                                                            | -                                                                     | 82’                                                                   |
| 15-11-2022                                                            | Sharja                                                                | Venezuela                                                             | 2 – 2                                                                 | Panama                                                                | Amichevole                                                            | 1                                                                     | 24’                                                                   |
| 18-11-2022                                                            | Abu Dhabi                                                             | Camerun                                                               | 1 – 1                                                                 | Panama                                                                | Amichevole                                                            | -                                                                     | 77’                                                                   |
| 28-3-2023                                                             | San José                                                              | Costa Rica                                                            | 0 – 1                                                                 | Panama                                                                | CONCACAF Nations League 2022-2023 - 1º turno                          | 1                                                                     | 66’ 88’                                                               |
| 18-6-2023                                                             | Paradise                                                              | Panama                                                                | 0 – 1                                                                 | Messico                                                               | CONCACAF Nations League 2022-2023 - Finale 3º posto                   | -                                                                     |                                                                       |
| 26-6-2023                                                             | Fort Lauderdale                                                       | Costa Rica                                                            | 1 – 2                                                                 | Panama                                                                | Gold Cup 2023 - 1º turno                                              | 1                                                                     | 74’                                                                   |
| 30-6-2023                                                             | Harrison                                                              | Martinica                                                             | 1 – 2                                                                 | Panama                                                                | Gold Cup 2023 - 1º turno                                              | 1                                                                     | 82’                                                                   |
| 8-7-2023                                                              | Arlington                                                             | Panama                                                                | 4 – 0                                                                 | Qatar                                                                 | Gold Cup 2023 - Quarti di finale                                      | -                                                                     |                                                                       |
| 12-7-2023                                                             | San Diego                                                             | Stati Uniti                                                           | 1 – 1 dts (4 – 5 dtr)                                                 | Panama                                                                | Gold Cup 2023 - Semifinale                                            | -                                                                     | 79’                                                                   |
| 16-7-2023                                                             | Inglewood                                                             | Messico                                                               | 1 – 0                                                                 | Panama                                                                | Gold Cup 2023 - Finale                                                | -                                                                     |                                                                       |
| 7-9-2023                                                              | Panama                                                                | Panama                                                                | 3 – 0                                                                 | Martinica                                                             | CONCACAF Nations League 2023-2024 - 1º turno                          | 1                                                                     | 73’                                                                   |
| 10-9-2023                                                             | Città del Guatemala                                                   | Guatemala                                                             | 1 – 1                                                                 | Panama                                                                | CONCACAF Nations League 2023-2024 - 1º turno                          | -                                                                     | 58’ 87’                                                               |
| 13-10-2023                                                            | Willemstad                                                            | Curaçao                                                               | 1 – 2                                                                 | Panama                                                                | CONCACAF Nations League 2023-2024 - 1º turno                          | -                                                                     | 74’                                                                   |
| 17-10-2023                                                            | Panama                                                                | Panama                                                                | 3 – 0                                                                 | Guatemala                                                             | CONCACAF Nations League 2023-2024 - 1º turno                          | -                                                                     | 55’                                                                   |
| 16-11-2023                                                            | San José                                                              | Costa Rica                                                            | 0 – 3                                                                 | Panama                                                                | CONCACAF Nations League 2023-2024 - Quarti di finale                  | 1                                                                     | 46’                                                                   |
| 20-11-2023                                                            | Panama                                                                | Panama                                                                | 3 – 1                                                                 | Costa Rica                                                            | CONCACAF Nations League 2023-2024 - Quarti di finale                  | 1                                                                     | 54’                                                                   |
| 21-3-2024                                                             | Arlington                                                             | Panama                                                                | 0 – 3                                                                 | Messico                                                               | CONCACAF Nations League 2023-2024 - Semifinale                        | -                                                                     |                                                                       |
| 24-3-2024                                                             | Arlington                                                             | Panama                                                                | 0 – 1                                                                 | Giamaica                                                              | CONCACAF Nations League 2023-2024 - Finale 3º posto                   | -                                                                     | 78’                                                                   |
| 6-6-2024                                                              | Panama                                                                | Panama                                                                | 2 – 0                                                                 | Guyana                                                                | Qual. Mondiali 2026                                                   | -                                                                     | 35’                                                                   |
| 9-6-2024                                                              | Managua                                                               | Montserrat                                                            | 1 – 3                                                                 | Panama                                                                | Qual. Mondiali 2026                                                   | 1                                                                     | 59’                                                                   |
| 16-6-2024                                                             | Panama                                                                | Panama                                                                | 0 – 1                                                                 | Paraguay                                                              | Amichevole                                                            | -                                                                     | 65’                                                                   |
| 23-6-2024                                                             | Miami Gardens                                                         | Uruguay                                                               | 3 – 1                                                                 | Panama                                                                | Coppa America 2024 - 1º turno                                         | -                                                                     | 84’                                                                   |
| 27-6-2024                                                             | Atlanta                                                               | Panama                                                                | 2 – 1                                                                 | Stati Uniti                                                           | Coppa America 2024 - 1º turno                                         | 1                                                                     | 60’                                                                   |
| 1-7-2024                                                              | Orlando                                                               | Bolivia                                                               | 1 – 3                                                                 | Panama                                                                | Coppa America 2024 - 1º turno                                         | 1                                                                     | 84’                                                                   |
| 6-7-2024                                                              | Glendale                                                              | Colombia                                                              | 5 – 0                                                                 | Panama                                                                | Coppa America 2024 - Quarti di finale                                 | -                                                                     | 85’                                                                   |
| 12-10-2024                                                            | Austin                                                                | Stati Uniti                                                           | 2 – 0                                                                 | Panama                                                                | Amichevole                                                            | -                                                                     | 69’                                                                   |
| 15-10-2024                                                            | Toronto                                                               | Canada                                                                | 2 – 1                                                                 | Panama                                                                | Amichevole                                                            | 1                                                                     | 70’ 73’                                                               |
| 14-11-2024                                                            | San José                                                              | Costa Rica                                                            | 0 – 1                                                                 | Panama                                                                | CONCACAF Nations League 2024-2025 - Quarti di finale                  | 1                                                                     | 18’ 77’                                                               |
| 18-11-2024                                                            | Panama                                                                | Panama                                                                | 2 – 2                                                                 | Costa Rica                                                            | CONCACAF Nations League 2024-2025 - Quarti di finale                  | -                                                                     | 72’                                                                   |
| 20-3-2025                                                             | Inglewood                                                             | Stati Uniti                                                           | 0 – 1                                                                 | Panama                                                                | CONCACAF Nations League 2024-2025 - Semifinale                        | -                                                                     | 70’                                                                   |
| 23-3-2025                                                             | Inglewood                                                             | Messico                                                               | 2 – 1                                                                 | Panama                                                                | CONCACAF Nations League 2024-2025 - Finale                            | -                                                                     | 62’                                                                   |
| Totale                                                                |                                                                       | Presenze                                                              | 58                                                                    |                                                                       | Reti                                                                  | 15                                                                    |                                                                       |